# Uncobius llanicolens
Uncobius llanicolens är en mångfotingart som beskrevs av Chamberlin 1943. Uncobius llanicolens ingår i släktet Uncobius och familjen stenkrypare. Inga underarter finns listade i Catalogue of Life.